# 건축 사서

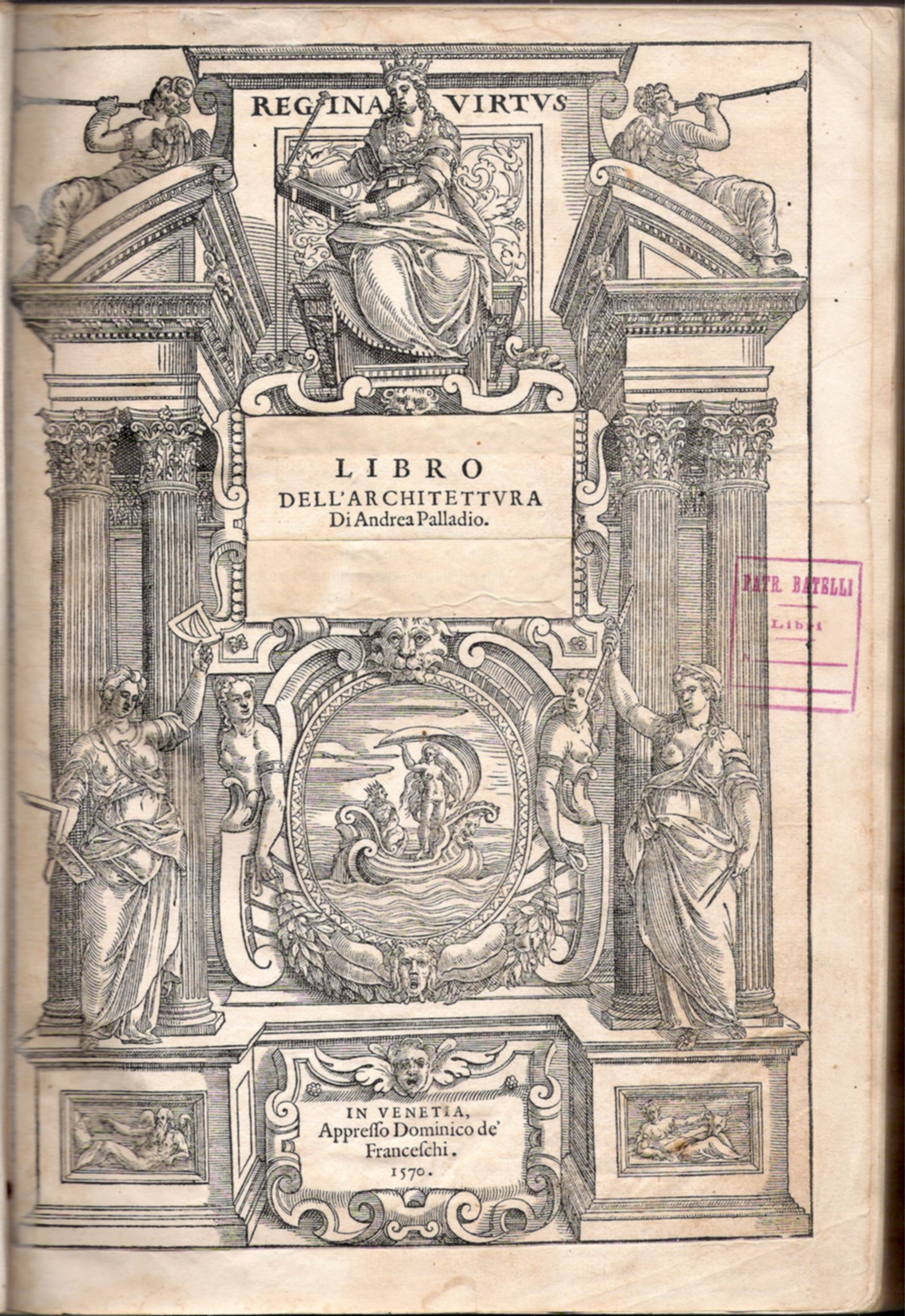
《건축 사서》의 첫 장

건축 사서(이탈리아어: I quattro libri dell'architettura, 영어: The Four Books of Architecture, 建築四書)는 이탈리아의 건축가 안드레아 팔라디오가 1570년에 출판한 건축 이론서이다. 총 4권으로 이루어졌으며 제1서는 건물 공사의 준비 작업, 제2서는 개인 주택의 특징(팔라초와 빌라), 제3서는 공공 건물·도로·교량·고대 바실리카, 제4서는 고대 신전에 대하여 서술하였다. 《건축 사서》는 팔라디오에게 진정한 명성을 얻게하면서 고전 건축에 대한 자신의 견해를 전파하는 유용한 수단이 되어 팔라디오주의(Palladianism)의 정립이 가능하게 해주었다. 팔라디오는 《건축 사서》에서 간결한 형태의 문장과 다양한 도판을 활용하여 건축에 관한 최초의 대중서를 만들었다.

## 같이 보기
- 안드레아 팔라디오
- 팔라디오주의
- 비트루비우스